# 조종생활체육공원
조종생활체육공원(朝宗生活體育公園, Jojong Sports Park)은 대한민국 경기도 가평군에 있는 스포츠 시설이다. 인조잔디 필드가 갖춰진 경기장이며, 2009년 11월에 준공되었다.

## 참고 문헌
- 《2019년 전국 공공체육시설 현황 (2018년말 기준)》. 대한민국 문화체육관광부. 2020.